# Hiidenportti nationalpark
Hiidenportti nationalpark är en nationalpark i östra Finland, i Sotkamo kommun i Kajanaland. Nationalparkens areal är 45 km² och den inrättades 1982 för att bevara ett ödemarksområde, för vilket en småskuren mosaik av myrmarker och moar är typiskt. Senare har andra områden införlivats. Området förvaltas av Forststyrelsen. Området ligger kring brottdalen Hiidenportti.
Hiisi står för en kultplats eller det andeväsen som dyrkades där. I och med kristendomen började Hiisi betraktas som ett ont väsen och ordet kom också att beteckna onda platser. Hiidenportti betyder Hiisis port eller Porten till Hiisi.
Nationalparkens kändaste sevärdhet är den en kilometer långa sprickdalen Hiidenportti med upp till 20 meter höga bergväggar. Nere i ravinen finns mosskantade tjärnar. Ravinen ligger i ett vattendelarområde; i nordost rinner vattnet mot Ule älv, i sydväst via Porttijoki (”portälven”) mot Vuoksen.
Porttijokis upprinningsområde ligger nästan helt inom parken, varför Hiidenportti är ger ett viktigt skydd också åt vattennatur. Här finns tiotals små träsk och tjärnar. Tjärnarna är karga, kantade av torv- och momarker och med artfattig vatten- och strandväxtlighet. På stränderna växer bland annat topplösa och vass och i en del av tjärnarna vit näckros och gul näckros. Laxfiskar finns inte, utan det naturliga fiskbeståndet består främst av gädda, abborre och mört.
Ungefär två tredjedelar av området består av momarksskogar, på bergstopparna torr tallskog, på sluttningarna granskog. Skogarna har svedjats och använts till tjärbränning, men de sista stora avverkningarna gjordes i början av 1900-talet och skogarna i Portinsalo, naturparkens kärnområde, är nu 100–150 år gamla och nästan i naturligt tillstånd. De står därmed i skarp kontrast med de omgivande ekonomiskogarna. En utprickad led går från Urpovaara, med de ståtligaste granbestånden och stora aspar, till Hiidenportti. Det finns också en lund i nationalparken, med bland annat lundelm, tibast, kanelros och trolldruva. Det tidigare svedjebruket kan ställvis ses i rikliga björkbestånd och frodig och artrik vegetation. Det finns björn, varg, lo, järv och mård i skogarna, liksom bäver. Älgstammen är stor. Det finns gott om fågelarter som kräver gamla skogar.
Det finns gott om grankärr i området, i allmänhet vid bäckor och i sänkor. Den vanligaste kärrtypen är ristallmyr, som ofta inramar mossar. Mossarna ligger i smala bälten mellan momarksskogarna. Stora myrmarksslätter saknas. Ställvis är myrmarkerna överraskande frodiga, med bland annat ängsnycklar, gräsull och tvåblad. Fågelfaunan på myrarna är knapp.
Ett före detta ödemarkstorps ängar invid berget Kovasinvaara (”brynstensberget”) bevaras som ett av Kajanalands värdefullaste kulturlandskapsobjekt. Det finns flera betydelsefulla arter på Kovasinvaara, bland annat ormrot, åkervädd, låsbräken, rödklint, höstlåsbräken, toppklocka och knölklocka. De två sistnämnda är utrotningshotade. Kulturlandskapen sköts enligt av miljöministeriet godkända skötselplaner.